# ОШ „Васа Живковић” Панчево
ОШ „Васа Живковић” је најстарија српска школа у Панчеву. Налази се у улици Карађорђева 87. Име је добила по Васи Живковићу, песнику и свештенику који је цео свој живот провео у Панчеву, где је и рођен 1819. Поседује сертификат Уницефовог пројекта „Моја школа – Школа без насиља”.
Познати ученици школе били су Мирослав Антић, Никола Рацков, Славољуб Коцић, Мирослав Жужић и Слободанка Шобота.

## Историјат
Настала је у условима војне границе, мењајући често своје име, по утицајем разних друштвених прилика. Постојала је у Аустроугарској под именом Горња варошка школа за мушку и женску децу. Основана је 1794. године, а помиње се да је постојала војно-граничарска школа и пре ове са српско-немачким наставним језиком. Школа је 1833. године имала по 125 ученика у два одељења, те је генерална команда у Темишвару одобрила проширење српске школе. Срби 1874. добијају три школске зграде и четири учитеља. Наставни језик се мењао: српски, немачки, мађарски.
У току 19. века школа је неколико пута мењала место, али је најдуже радила у порти Светог Преображења и Успенске цркве. Од свог настанка више пута је променила назив, а 1953. године добила је име „Доситеј Обрадовић”. Године 1971. названа је по панчевачком песнику и свештенику Васи Живковићу.

## Догађаји
Догађаји основне школе „Васа Живковић”:
- Дан школе 23. мај — традиционална утакмица између наставника и ученика осмог разреда
- Дана духовности — школска слава Свети Сава
- Дан планете Земље
- Дан бундеве
- Дечија недеља
- Ератостенов експеримент
- „Здрава школа” — такмичење за ученике четвртог разреда панчевачких школа у организацији Патронажне службе Дома здравља Панчево
- „Игре без граница” — спортско такмичење које организује Учитељско панчевачко друштво
- Изложба кућних љубимаца
- Сајам технике
- Фестивал науке